# 涧河 (洛河)
涧河，是中国河南省洛阳市境内的一条河流，发源于陕县观音堂，全长104公里，流域面积14300平方公里，于洛阳瞿家屯流入洛河。
周灵王时，曾引涧河水入洛阳，作为洛阳地区的农业用水和生活用水。